# Franzensburg
Franzensburg – zamek w miejscowości Laxenburg w powiecie Mödling w Dolnej Austrii.
Zamek wybudowany w latach 1801 i 1836 w stylu starego zamku, miał spełniać rolę muzeum. Wybudowany został z polecenia cesarza Franciszka II na sztucznej wyspie znajdującej się na jeziorze w Parku Zamkowym rozciągającym się przy już wtedy istniejących pałacach cesarskich w Laxenburgu. Nazwa nawiązuje do imienia zleceniodawcy i oznacza Zamek Franza.
W Pałacu Laxenburg urodziła się Gisela (1856–1932) oraz Książę Rudolf (1858–1889) – dzieci cesarza Franciszka Józefa i Elżbiety Bawarskiej.

## Historia
Zamek – zaprojektowany przez architekta austriackiego Johanna Ferdinanda Hetzendorfa von Hohenberg – składa się z dwóch części tzw. Ritterburgu oraz Knappenburgu i od początku miał spełniać rolę muzeum.

## Literatura
- Franz Weller: Die kaiserlichen Burgen und Schlösser in Wort und Bild Aufgrund von Quellenwerken dargestellt Hofburg zu Wien über Augarten, Belvedere, Prater ...Gödöllő, Ischl ...bis über Miramar sind alle kaiserlichen Schlösser erklärt dagelegt. k.k. Hof-Buchdruckerei, Wien 1880, ISBN 0-00-322171-7.
- Wolfgang Häusler: Die Franzensburg - ein Führer durch Geschichte und Kunst. Schnell & Steiner, Wien 2006, ISBN 3-7954-6629-6.
- Die Franzensburg in Laxenburg - ein Rendezvous mit der Geschichte. Broschüre.
- Ernst Bacher: Forschungen zu Laxenburg (Park und Franzensburg): Die Franzensburg - Ritterschloss und Denkmal einer Dynastie: Band 2. Böhlau, Wien 2007. ISBN 3-205-77458-2.
- Ernst Bacher: Forschungen zu Laxenburg (Park und Franzensburg): Architektur, Ausstattung und Kunstschätze der Franzensburg. Band 3, Böhlau, Wien 2007. ISBN 3-205-77457-4.